# Day of the Dead: Bloodline
Day of the Dead: Bloodline is een Amerikaanse horrorfilm uit 2018 onder regie van Hèctor Hernández Vicens. Het is een remake van de originele Day of the Dead uit 1985 van George A. Romero.

## Rolverdeling
- Johnathon Schaech als Max
- Sophie Skelton als Zoe Parker
- Jeff Gum als Miguel Salazar
- Marcus Vanco als Baca Salazar
- Mark Rhino Smith als Alphonse
- Cristina Serafini als Elle
- Lillian Blankenship als Lily
- Shari Watson als Elyse
- Atanas Srebrev als Frank
- Ulyana Chan als Lucy
- Nathan Cooper als Savin
- Vladimir Mihailov als Thomas
- Bashar Rahal als Daniels
- Teodora Duhovnikova als Wendy